# Pepino, o Corcunda
Pepino, o Corcunda (do francês: Pépin le Bossu, alemão: Pippin der Buckelige; 768/769 – 811) foi um príncipe franco. Ele era o filho primogênito de Carlos Magno e Himiltrude. Desenvolveu uma corcunda depois do nascimento, adquirindo a alcunha de "corcunda". Viveu na corte de seu pai depois que Carlos Magno dispensou sua mãe com quem teve casamento ilegítimo e casou-se com Desiderata. Por volta de 781, o meio-irmão de Pepino, Carlomano, foi rebatizado como "Pepino" - o que pode ter anunciado a decisão de Carlos Magno de deserdar o Pepino primogênito, por uma variedade de possíveis razões. Em 792, Pepino, o Corcunda, se revoltou contra seu pai com um grupo de nobres francos importantes, mas a trama foi descoberta e reprimida antes que a conspiração pudesse se concretizar. Carlos Magno comutou a sentença de morte de Pepino, ordenando sua tonsura e exílio ao monastério de Prüm no lugar. Desde sua morte em 811, Pepino tem sido o tema de numerosas obras de ficção histórica.

## Biografia
Eginardo, na sua obra Vida de Carlos Magno, descreve Pepino como um indivíduo possuidor de uma atrativa agradável e normalmente proporcionado, a não ser uma malformação dorsal, que lhe gerou o apelido de "Pepino, o Corcunda".

### As circunstâncias de seu nascimento
As circunstâncias do nascimento de Pepino permanecem obscuras aos pesquisadores modernos, especialmente em relação à legitimidade da união de sua mãe a Carlos Magno. A maioria das fontes da era carolíngia dispensam a primeira união de Carlos, considerando-a ilegítima. Um historiador da época, Eginhardo, escreve apenas que Pepino foi fruto de uma relação com uma "concubina", e não o lista entre a prole legítima de Carlos Magno. Apesar de que é possível que Pepino tenha nascido de uma concubina desconhecida, Eginhardo provavelmente se referia a Himiltrude - a primeira companheira que engravidou de Carlos Magno, sobre a qual pouco é sabido. No entanto, Eginhardo e a maioria dos outros historiadores carolíngios trabalharam nas cortes dos sucessores de Carlos Magno e tinham interesse em sabotar a legitimidade das reivindicações de outras potenciais linhagens reais. Esses escritores podem ter difamado a união de Carlos com Himiltrude posteriormente, a fim de fornecer uma justificativa post facto para a posterior deserdação de Pepino.

### A sua exclusão da herança paterna
Como primeiro filho de Carlos Magno, ele parece ser à partida um herdeiro válido, como evidencia o seu nome, como o de seu avô, Pepino, o Breve. Ele perde o seu lugar com o nascimento dos filhos de Hildegarda: Carlos, Carlomano e Luís. 
Em 781, Carlos deserda oficialmente Pepino fazendo alterar o nome de Carlomano para "Pepino", coroado rei da Itália, enquanto que Luís foi coroado rei da Aquitânia. Pepino, o Corcunda é autorizado a permanecer na corte onde ele é um membro valorizado. Carlos Magno trata seu filho com respeito, dando-lhe prioridade sobre os seus meio-irmãos mais novos[ref. necessário]

### A conspiração de Pepino, o Corcunda
O príncipe, que sem dúvida tinha esperanças de suceder a seu pai, torna-se um alvo fácil para uma facção de nobres descontentes, que formam amizades cobiçosas com ele. Eles excitam a decepção de Pepino lamentando o tratamento sofrido no passado por sua mãe. 
Em 792, estes nobres insatisfeitos convencem o príncipe a colocar-se na frente da sua rebelião. Na época, Carlos magno encontrava-se em Ratisbona, na Baviera. O projeto dos conspiradores é colocar Pepino, o Corcunda sobre o trono onde ele seria um rei muito afável (e mais facilmente manipulável), e para isso eles preveem assassinar Carlos magno e sua esposa, por esta data, Fastrada da Francônia, bem como os três filhos de Hildegarda. No dia previsto, Pepino finge estar doente para se encontrar com co-conspiradores. O enredo é denunciado por um clérigo de origem lombarda nomeado Fardulfo. Notker, o Gago, cronista do final do século IX, dá uma versão muito picante deste episódio: segundo ele, Fardulfo teria chegado perto de Carlos Magno, de modo a que ele estava ocupado na companhia de várias mulheres jovens. Mas a obra de Notker não é totalmente confiável.
Carlos Magno convoca uma reunião para julgar os conspiradores: todos são declarados culpados de alta traição e condenados à morte. Mas Carlos Magno parece sempre manter um certo carinho pelo seu filho, porque ele comuta a sentença de Pepino em pena de confinamento para a vida. De acordo com a prática usual neste caso, Pepino tornou-se um monge, neste caso, na Abadia de Prüm. 
Ele morreu vinte anos mais tarde, em 811, cujas causas prováveis tem ligação com a peste.